# Koła czasu
Koła czasu – trzeci singel z debiutanckiego albumu Modlishka zespołu O.N.A., wydany w 1995 roku. Autorem słów jak i warstwy muzycznej jest lider zespołu Grzegorz Skawiński.

## Twórcy
- Agnieszka Chylińska – śpiew
- Grzegorz Skawiński – gitara, tekst
- Waldemar Tkaczyk – gitara basowa
- Wojciech Horny – instrumenty klawiszowe
- Zbyszek Kraszewski – perkusja